# فيليبي ريبيرو (لاعب كرة قدم)
فيليبي ريبيرو هو لاعب كرة قدم برازيلي في مركز الوسط، ولد في 27 مايو 1995 في ساو باولو في البرازيل. لعب مع باوليستا.